# Туркменгала
Туркменгала (туркм. Türkmengala) — город, административный центр Туркменкалинского этрапа Марыйского велаята Туркменистана.

## История
С 1939 года имел статус посёлка городского типа. До 1993 года носил название Туркмен-Кала. В 2016 году был присвоен статус города.

## География
Расположен в 16 км от железнодорожной станции Ёлётен (на линии Мары — Серхетабад).

## Население
| 1959 | 1970 | 1979 | 1989 |
| ---- | ---- | ---- | ---- |
| 3322 | 4269 | 5504 | 6465 |